# Enrique Klein
Enrique Klein (Colonia, Alemania, 9 de agosto de 1889 - Plá, Argentina, 10 de agosto de 1970)  fue un Ingeniero Agrónomo alemán que se dedicó principalmente a la investigación y al mejoramiento genético del trigo (fitogenética), primero en Uruguay y luego en Argentina. 
El 1° de mayo de 1919, fundó el primer Criadero Argentino de Plantas Agrícolas (CAPA) -en una superficie arrendada de 100 hectáreas- en Alfonso, Partido de Pergamino. En 1921 trasladó su criadero de 205 hectáreas a Plá, Partido de Alberti, ya que contaba con obtener mejores condiciones ecológicas favorables para el cultivo de trigo. 
El Ing. Klein perteneció a una generación de inmigrantes pioneros en la Argentina -entre los cuales se destacaron también el inglés Guillermo Backhouse y el alemán José Buck- que lograron obtener variedades de trigo más rendidoras, sanas y de mayor calidad y duplicar así el rendimiento unitario del cultivo en tan solo cuatro décadas. 
Los trabajos y aportes de Klein a la fitogenética han sido distinguidos en numerosas ocasiones tanto en su país de origen como en la región latinoamericana y el mundo. Actualmente, su legado continúa en la empresa familiar argentina Criadero Klein, dedicada a la producción agrícola ganadera y el mejoramiento genético del trigo, gestionada en su totalidad por descendientes de Klein y miembros de la segunda, tercera y cuarta generación.

## Orígenes
Enrique Klein nació el 9 de agosto de 1889 en la ciudad de Colonia, Alemania. Hijo de Friederich Klein (1856-1908) y Elisabeth Bauschen Bernardy (1854-1944), quienes se casaron el 26 de septiembre de 1883 y tuvieron seis hijos: Elisabeth, Federico, Karl, Enrique, María y Regina. Si bien su núcleo familiar no tenía relación directa con el campo (su padre era comerciante mayorista de café, uno de sus hermanos era contador y otro ingeniero), de chico solía pasar los veranos en el campo de un tío, ubicado a 50 km de Colonia. Allí tuvo la oportunidad de estar en contacto y ayudar en las tareas rurales, donde ya utilizaban abonos y técnicas modernas para aprovechar las tierras con distintos tipos de cultivos. Por estos años comenzó a despertar su interés por la agricultura y al finalizar sus estudios secundarios decidió estudiar la carrera de Ingeniería Agrónoma.
En 1911, participó del primer curso de Fitotecnia en el Instituto de Agricultura de la Universidad de Bonn, dictado por el Prof. Theodor Remy, un destacado genetista de la época que redescubrió las Leyes de Mendel -olvidadas hasta 1900- y su ayudante, el Dr. Alberto Boerger, un joven investigador que se dedicaba a los estudios fitotécnicos del trigo. Solo fueron admitidos cinco alumnos, entre los cuales se destacó Klein. 
En los estudios universitarios de ciencias rurales, era indispensable el conocimiento de la economía política, en sus clases, el Dr. Wygodzinski hablaba de la Argentina como un “país con magníficas oportunidades trigueras”. Mientras se celebraba el centenario argentino, en países como Alemania, en las universidades, se preocupaban por los países de producción de materia prima y en las posibilidades de aumentarla y mejorarla. Estas ideas quedaron grabadas en la cabeza de Klein, quien al enterarse de que el Dr. Boerger viajaría a Uruguay no dudó en postularse como ayudante y fue aceptado.
En 1912, se graduó de Ingeniero Agrónomo en la Academia Real Prusiana de Agricultura de la Universidad de Bonn, Alemania.

### Sus inicios en Uruguay
El 5 de marzo de 1912, Klein llegó a Uruguay para desempeñarse como ayudante técnico y colaborador del Dr. Boerger en los trabajos de fitotecnia contratados por el gobierno de Uruguay. Primero, trabajaron en el Vivero Nacional de Toledo, hoy conocido como Vivero Nacional “Dr. Alejandro Gallinal” (Departamento de Canelones, Uruguay).  
En 1913, este trabajo se trasladó a la Estación Agronómica de Bañados de Medina, hoy conocida como Estación Experimental “Prof. Bernardo Rosengurtt” (Cerro Largo). En este primer período, las investigaciones se vincularon con la selección de trigos, por problemas de adaptación de los trigos extranjeros que ellos habían traído a las condiciones de Uruguay. 

#### Llegada a La Estanzuela
El 5 de marzo de 1914, el Dr. Boerger fue designado Director y el Ing. Klein fue nombrado Jefe de la Repartición Fitotécnica del Instituto Fitotécnico y Semillero Nacional “La Estanzuela”, actualmente conocida como Estación Experimental Alberto Boerger INIA La Estanzuela (Colonia del Sacramento, Uruguay). 
Durante estos años, realizaron los primeros cinco cruzamientos artificiales de combinación consciente entre las mejores selecciones individuales de trigo. El acervo genético de dichos cruzamientos se encuentra presente en las múltiples variedades de trigo Klein producidas hasta hoy.
En 1918, luego de seis años de esfuerzos y trabajo, el equipo de investigación del Dr. Boerger liberó las primeras variedades uruguayas de trigo. 

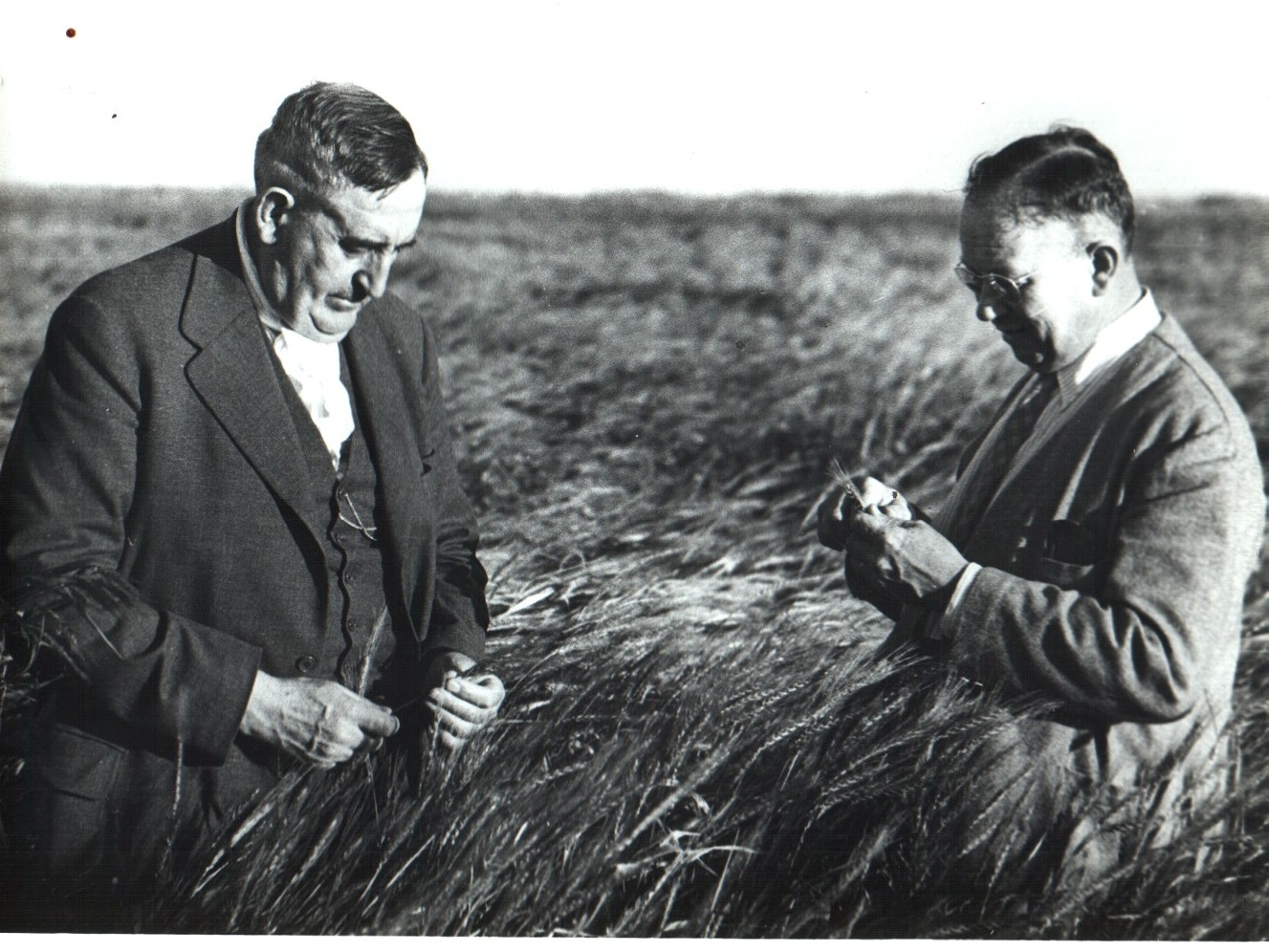
Enrique Klein junto al Dr. Alberto Boerger analizando variedades de trigo en 1950.

#### Consultoría en Cervecería Argentina Quilmes
Con la autorización del gobierno uruguayo, en 1917 Klein fue contratado por Cervecería Argentina Quilmes como consultor técnico y criador para el mejoramiento del cultivo de su cebada cervecera. Con cebadas importadas de Chile, obtuvo en Argentina un rotundo éxito. Dado a estos trabajos, tuvo la oportunidad de recorrer el país y constatar la existencia de tierras favorables para sus cultivos.

## Llegada a la Argentina
Tras la experiencia acumulada en las estaciones experimentales de Uruguay, una vez finalizado su contrato con el gobierno de ese país, Klein se radicó en Argentina en 1919.
De personalidad inquieta y gran iniciativa, Klein tenía posición tomada en las doctrinas del famoso genetista sueco Nilsson Ehle, quien había demostrado que con cruzamientos y combinaciones planeadas con elementos probados se obtenían resultados que no se tenían actuando con los factores de origen desconocido. Bajo estos principios, el 1° de mayo de 1919 fundó el primer Criadero de Plantas Agrícolas (CAPA) en Alfonso, Partido de Pergamino y, luego de haber ensayado en otras localidades de la zona triguera de la Provincia de Buenos Aires, trasladó su criadero a Plá, Partido de Alberti, en 1921. En el viaje en barco de Europa a Sudamérica, había conocido a un alemán, Otto Wulff, gracias a un préstamo que éste le hizo pudo comprar en un remate judicial un campo allí con una superficie original de 205 hectáreas.
Según Klein, en Alfonso había exceso de fertilidad para el desarrollo del cultivo de trigo y Alberti reunía mejores condiciones agroecológicas para el funcionamiento del criadero. Su visión sería confirmada años más tarde por el Dr. Juan Papadaskis. 
Los primeros años no fueron fáciles. Klein se instaló junto a su mujer Amalia María Reisch Schölderle en un rancho precario con piso de barro, detrás construyó un pequeño galpón de chapa y realizaba experimentos en el campo experimental en búsqueda de nuevas variedades de trigo, girasol, maíz, lino, sorgo y hasta avena, pero los ensayos eran muy costosos y tener resultados inmediatos hacían difícil el progreso de su emprendimiento.

## Perfil emprendedor e innovador
Enrique Klein se caracterizó por su gran pasión y convicción -tanto sobre sus conocimientos como de lo que estaba haciendo-, y se arriesgó por algo que muchos científicos del momento conocían, pero que no llevaron a cabo en un emprendimiento en concreto. 
Además de adherir a las ideas de fitomejoramiento, Klein fue también un firme convencido de que la Argentina tenía un potencial enorme y condiciones muy buenas para la producción agrícola, lo cual quedó confirmado cuando el país se convirtió en “el granero del mundo”. Sus aportes a la mejora de la competitividad del trigo nacional sin duda son parte de la explicación de este gran hito en la historia de la Argentina.
Klein también fue un importante innovador de la época. Mientras que la preocupación de los fitomejoradores de entonces era obtener mayor rendimiento y resistencia a las enfermedades, él instaló en 1930 su propio laboratorio para estudiar la calidad industrial de sus hibridaciones, incorporando nuevos métodos de análisis a medida que se desarrollaban en Europa. Klein era un investigador “de alma”, pasaba la mayor parte de las horas de sus días trabajando en su laboratorio, rodeado de innumerables aparatos que marcaron la larga historia de la investigación en trigos. Klein decía con picardía: "Cuando me entero de que la Junta (Nacional de Granos) va a comprar un aparato, lo compro primero yo".
Klein planteó un gran cambio en la modalidad de producción: mientras la mayoría de los productores vendían el mejor trigo y guardaban el peor para resembrar, su modelo proponía exactamente contrario, es decir, analizar rigurosamente las mejores semillas para estudiar sus características, plantear los cruzamientos y así dar vida a nuevas variedades (Nota: Esto mezcla la producción con la genética: a nivel productivo Enrique hacía énfasis en guardar buena semilla para la implantación, pero sin meterse en la genética; era más bien un ejemplo para demostrar la poca importancia que el productor le daba a la semilla, ya que no le daba importancia ni a su calidad física/exterior; y menos a la genética). 
Su apuesta a invertir en maquinaria e investigación para trabajar en la calidad del trigo (en lugar de focalizarse solamente en rendimiento y resistencia a enfermedades) también demostró ser la correcta cuando, en 1935, el gobierno argentino dictó la Ley de Granos (Ley 12.253), estableciendo que el mejoramiento debía darse en este orden de prioridades: calidad, resistencia a enfermedades y rendimiento.

## Criadero Klein bajo su liderazgo
Durante los primeros años de la empresa, Enrique Klein se concentró en los experimentos con semillas de origen rioplatense que había seleccionado previamente en Uruguay. En esta etapa el criadero lanzó 17 variedades que se adaptaban fácilmente a las condiciones del suelo y que daban rendimientos muy superiores a los trigos comunes (40% al 50%). 
La primera variedad exitosa fue Klein Favorito en 1921, que rápidamente alcanzó una gran difusión y llegó a ocupar 1,5 millones de hectáreas sembradas en el país. Pero los problemas no tardaron en llegar. Los molineros, encantados con el aspecto de la harina que se obtenía, usaron las semillas en porcentajes demasiado altos en sus mezclas de molienda, y eso llevó a que más tarde los panaderos se quejaran de su baja tolerancia a la fermentación. Esto generó una campaña masiva en contra del Favorito y el concepto de “trigos de pedigree” o “mejorados” en general. Enrique llegó a estar tan preocupado que hasta ofreció vender su establecimiento al Ministerio de Agricultura para que sus avances pudieran salvarse, pero su pedido fue rechazado. 
Su revancha no tardó en llegar. En 1924, durante la Exposición Feria de Semillas Seleccionadas de la Sociedad Rural Argentina, presentó las variedades Récord, Sin Rival y Vencedor, por las que el ministro de Agricultura, el Dr. Tomás Le Bretón, le otorgó una medalla de oro reconociendo el éxito de sus ensayos, lo que también se tradujo a precios de venta de gran magnitud en el remate de la exposición. Todo esto condujo a que los productores argentinos reconocieran finalmente la importancia de los nuevos trigos de pedigree y, en la campaña 1928/29, se sembraron más de 9 millones de hectáreas de estas variedades en el país -de las cuales un porcentaje eran variedades Klein-, una superficie récord.
Por esta época, el trabajo de los fitomejoradores no se focalizaba en obtener progresos en calidad, sino que el objetivo principal era alcanzar un mayor rendimiento y resistencia a enfermedades. En Argentina, además, existían pocos conocimientos sobre calidad y no había instrumental moderno adecuado para su estudio. Sin embargo, para Klein, estudiar la calidad industrial se convirtió en un punto clave; por tal motivo, en 1930 instaló su propio laboratorio de calidad destinado a investigar características del trigo tales como la molibilidad, la cantidad de gluten, la tenacidad, la plasticidad, etc., e incorporó nuevos métodos de análisis que ya se desarrollaban en Europa.
Entre 1930 y 1970, bajo el liderazgo de Klein, su criadero lanzó algunas variedades de trigo especialmente destacadas, que significaron tanto el avance de su empresa como el de Argentina como país “granero del mundo”. Entre ellas ejemplo: Klein 32 (introducido en 1932, se mantuvo en el mercado por más de 30 años), Klein Cometa (variedad de 1942 que alcanzó el 41% del volumen de la producción tipificada en 1952), Klein Lucero (comercializado en 1950, fue un trigo tan excepcionalmente fuerte que se enviaron muestras a Inglaterra), Klein Petiso (en 1958/59 representó un 15% de la cosecha tipificada por la Junta Nacional de Granos) y Klein Rendidor (en 1958/59 alcanzó el 23% de toda la producción tipificada y en 1962 fue la variedad que mayor superficie logró con el 49,18%).

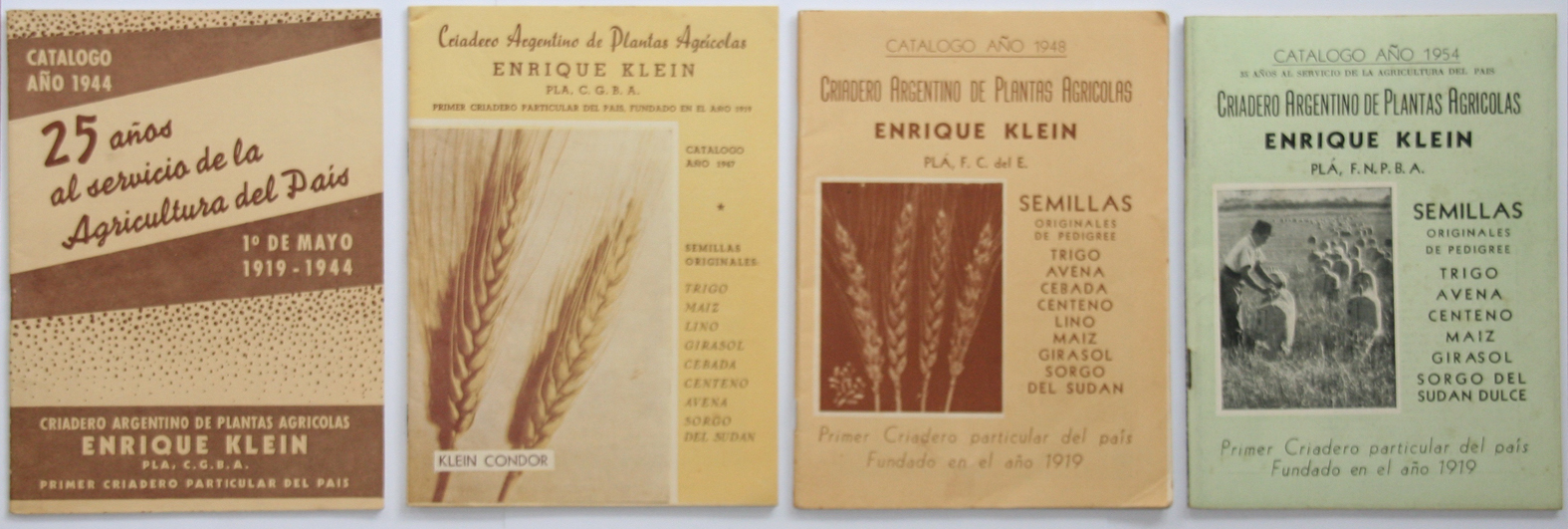
Catálogos históricos del Criadero Klein.

En la década del 50, el Criadero Klein ya contaba con descendientes del fundador trabajando en distintas áreas de la empresa, como administración, producción de granos y ganadería. Dos de los hijos de Enrique, Hugo y Oscar, fueron quienes se abocaron a trabajar en el programa de mejoramiento de trigo junto a su padre. Para esta época, el Criadero ya se había posicionado cómodamente como empresa pionera y líder en trigo en la Argentina, al tiempo que Enrique Klein era reconocido local e internacionalmente como un referente de la fitotecnia, lo cual se tradujo en medallas, premios y reconocimientos. 
Según los datos oficiales de la ex Junta Nacional de Granos, desde la campaña 1954-1955 y hasta 1958-1959, los trigos obtenidos con variedades Klein representaban el 70 % de la producción total de la Argentina. 
Sin embargo, en su última década de vida, Enrique Klein tuvo que enfrentar varios desafíos que pusieron a prueba su perseverancia y resiliencia. A mediados de la década del 60 aparecieron nuevas enfermedades (Puccinia Recondita y Puccinia Graminis), que lo obligaron a deshacerse de muchas de sus nuevas variedades todavía en desarrollo. Y, en 1966, una pedrada destruyó parcelas, material experimental y filiales; Enrique se encargó de juntar mano a mano y pudo rescatar algunas espigas que estaban siendo usadas en los ensayos. Por estas razones, durante esta etapa, la empresa lanzó solo 10 nuevas variedades, entre las que se destacaron Klein Rendidor (en 1962 fue la variedad que mayor superficie logró con el 49,18% y en 1963 alcanzó el 50% de la producción argentina), Klein Atlas y Klein Toledo.
En 1969, se celebró el medio siglo del Criadero. Fue también el año en que se realizaron numerosos homenajes, entre ellos su designación de doctor honoris causa por la Academia Nacional de Agronomía y Veterinaria, la Universidad de Buenos Aires y la Universidad Nacional de La Plata. Falleció un año después, el 10 de agosto de 1970 (un día después de su cumpleaños), acompañado por su familia.

## Influencia nacional e internacional
Klein supo manejarse política y públicamente, cultivó relaciones con todo tipo de personalidades del ámbito agropecuario, políticos, funcionarios públicos, embajadores, colegas e investigadores, de la escena local e internacional. El Criadero siempre tenía las puertas abiertas y era habitual que recibiera visitas de personalidades reconocidas, como August Class (fundador de Claas, empresa líder mundial en maquinaria), Otto Bemberg (fundador de la Cervecería Quilmes), Adolf Bühler (fabricante de equipamiento de punta para evaluación de calidad de trigo), Nikolái Vavílov (destacado botánico y genetista ruso) y Nazareno Strampelli (ingeniero agrónomo, genetista, político italiano y uno de los precursores de la revolución verde). 
Sin dudas una de las visitas más destacadas fue la de Norman Ernest Borlaug, quien pasaría a la historia como el padre de la agricultura moderna y de la revolución verde; “el hombre que salvó mil millones de vidas”  con el salto productivo y, por ello, ganador del Premio Nobel de la Paz en 1970. 
Tras su visita al Criadero Klein, Borlaug escribió: "Argentina, como Europa, ha dependido, en los últimos cuarenta años, de compañías privadas para el fito-mejoramiento y desarrollo de sus variedades de trigo. La compañía de semillas Klein (Criadero Klein) ha sido altamente exitosa. Dicha compañía, bajo la dirección del Ingeniero Agrónomo Enrique Klein, ha realizado una sobresaliente contribución a la Investigación y Desarrollo de las variedades de trigo. (...) Hoy en día él representa, probablemente, el más destacado fito-mejorador de trigo que se pueda encontrar en cualquier lugar del mundo, en lo que respecta a mejoramiento de la calidad de las variedades de trigo (...) A pesar de que el Ministerio de Agricultura tiene su propio programa de mejoramiento genético de trigo, han sido incapaces de competir con Criadero Klein. Las variedades de la mencionada compañía, año tras año, representan entre el 65 y 75% del total de superficie sembrada con trigo en la República Argentina (...) él tiene uno de los laboratorios mejor equipados que se pueden encontrar en cualquier lugar. Él es un verdadero artista y científico en el uso de este equipo para lograr obtener la información que él necesita".

## Distinciones y reconocimientos
A lo largo de su trayectoria, el Ing. Enrique Klein recibió numerosas menciones y distinciones, entre las cuales se destacan: 
- 1925: El entonces Ministro de Agricultura de la Nación, Dr. Tomás Le Breton, le otorgó a Klein una medalla de oro y un diploma. Este reza: “Por cuanto la obra realizada por el Ingeniero señor Enrique Klein contribuye al progreso agrícola del país, se le acuerda una medalla de oro por el éxito obtenido en sus ensayos para producir nuevas variedades de trigo que alcanzan rendimientos superiores a los trigos comunes”.
- 1928: El entonces Ministro de Agricultura de la Nación, Dr. Enrique Mihura le ofreció al Ing. Klein el cargo de Jefe de Genética, el cual no aceptó.
- 1949: El Primer Congreso Sudamericano de Investigaciones en Materias Agronómicas aprobó su trabajo “35 años de trabajos de cruzamientos de combinación en trigos” con un voto especial de aplauso.
- 1959: La Sociedad Argentina de Agronomía convocó en su homenaje una reunión científica dedicada al trigo, honrándole con una medalla de oro en reconocimiento a su inestimable aporte a la fitotecnia argentina. La Bolsa de Cereales de Buenos Aires adhirió al homenaje señalado, haciéndole entrega de una plaqueta conmemorativa que reza: “La Bolsa de Cereales al Ing. Agr. Enrique Klein por su fecunda labor como fitotecnista. Noviembre de 1959”.
- 1960: El Secretario de Estado de Agricultura y Ganadería de la Nación Dr. Ernesto Malacorto hizo mención elogiosa de los trabajos de fitomejoramiento realizados por Enrique Klein en oportunidad de la IV Fiesta Nacional del Trigo, en Leones, Córdoba.
- 1960: Facultad de Agronomía de la Universidad Renana Federico Guillermo de Bonn de Alemania le confirió la dignidad y derechos de doctor honoris causa.
- 1963: El entonces Presidente de la República Federal Alemana Dr. Heinrich Lübke le hace entrega de la Cruz al Mérito de la Orden del Mérito de su país natal.
- 1965: En la IX Fiesta Nacional del Trigo, el Secretario de Estado de Agricultura y Ganadería Ing. Agr. Walter F.Kugler, destacó entre otros fitomejoradores la personalidad de Enrique Klein, por entender que “es justicia la mención de sus nombres en prueba de gratitud de la colectividad, a quienes en su trabajo silencioso han ubicado un jalón en el camino del progreso de la agricultura argentina”.
- 1967: La Asamblea de ALAF (Asociación Latinoamericana de Fitotecnia) reunida en Caracas (Venezuela) lo nombró por aclamación Miembro Honorario.
- 1969: La Academia Nacional de Agronomía y Veterinaria organizó un Simposio del Trigo en homenaje a Klein, que además fue designado doctor honoris causa de la Universidad de Buenos Aires y de la Universidad Nacional de La Plata, miembro correspondiente de la Academia Nacional de Agronomía y Veterinaria, y Socio Honorario de la Bolsa de Cereales de Buenos Aires.
- 1970: En la I Fiesta Provincial del trigo se le entregó una “espiga de oro” por su labor en el campo de la genética del trigo.
- 1982:  Academia Nacional de Agronomía y Veterinaria - Premio “Massey - Ferguson” 1981 acordado al Ing. Agr. Dr. H.C. Don Enrique Klein y a los continuadores de su obra, en el Salón San Martín de la Bolsa de Cereales de Buenos Aires.

## Otros intereses
En sus ratos de ocio, Klein tenía varios pasatiempos. Además de la caza, la fotografía y la filmación -realizó su propia película en 35 mm-, otra de sus pasiones fue el mejoramiento genético de la raza ovina karakul. 
En 1931, fundó la cabaña “San Francisco” en Plá, Partido de Alberti, dedicada al mejoramiento de este animal. La cabaña ha obtenido desde el año 1943 más de 200 premios con sus ejemplares en la Exposición de Ganadería de Palermo.
Klein fue miembro fundador de la Asociación Argentina de Criadores de Karakul, y directivo en casi todos los cargos. En 1957, la AACK lo designó Presidente Honorario (hasta su fallecimiento), entregándole una medalla de oro, en reconocimiento a su contribución al mejoramiento y clasificación del karakul.

## Familia

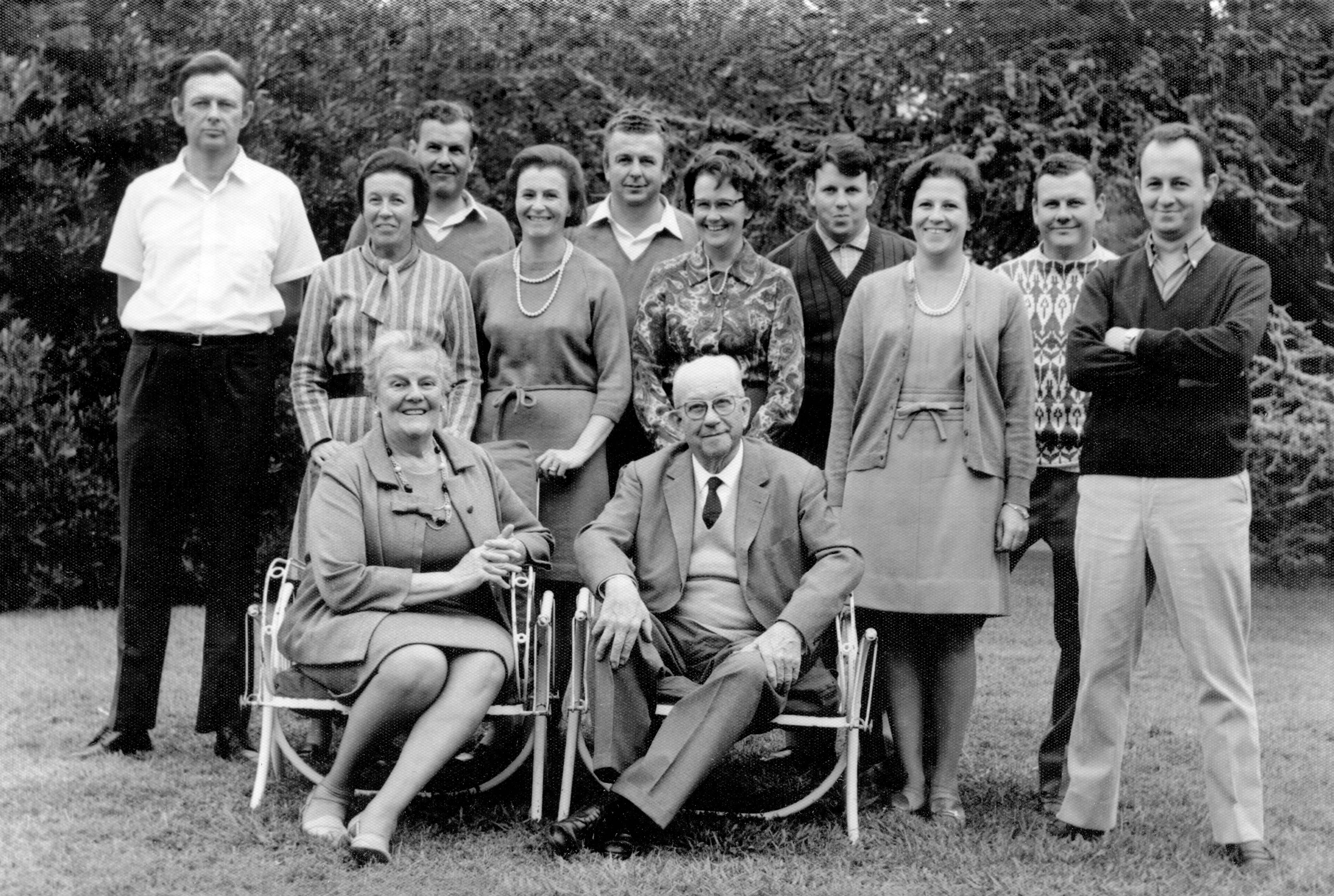
Don Enrique junto a su esposa Amalia y sus diez hijos.

Durante los años que trabajó en Uruguay, Klein solía frecuentar Nueva Helvecia, una pequeña colonia de austríacos, alemanes y suizos. En ese círculo social conoció a una joven uruguaya, Amalia María Reisch Schölderle (Colonia, Uruguay 16/5/1897- 26/6/1987 Plá, Alberti), con quien se casó el 12 de abril de 1920. Se radicaron primero en Alfonso y luego en Alberti. Tuvieron diez hijos: Inés (17/2/1921- 6/5/2004), Federico Alberto (14/8/1922- 12/7/2017), Enrique Carlos (30/1/1924 - 8/4/2014), Walter Adolfo (5/2/1926 - 24/12/2011), María Elena (6/3/1928), Olga Regina (3/7/1930), Otto (23/8/1932), Berta Amalia (14/12/1934), Hugo Eduardo (5/10/1937- 11/1/2004), y Oscar Antonio (10/12/1941). Todos se casaron y tuvieron hijos (57 nietos).
Klein crio a sus hijos con valores que para él eran imprescindibles, como la cultura del esfuerzo y el trabajo, el respeto, el valor de la palabra y la educación con formación católica. Cuatro de los varones estudiaron Ingeniería Agrónoma en la Universidad de Buenos Aires. Los hijos varones se sumaron a las áreas de administración, producción, desarrollo de negocios y al Programa de Mejoramiento, mientras que las hijas mujeres ocuparon cargos de asistencia en el laboratorio y en el escritorio de Don Enrique.

## Acción católica y comunitaria
Klein era un hombre muy religioso. Su formación católica, su amistad con los sacerdotes y su compromiso con la comunidad de Alberti y Plá -que tanto apreciaba- lo llevaron a construir a su costo la capilla de Plá, que él quiso que fuera en el pueblo para que todos pudieran tener acceso, y a colaborar en la construcción de la Iglesia Nuestra Señora del Perpetuo Socorro de Alberti.  
Cabe destacar que se ocupó activamente por la comunidad y las necesidades sociales del pueblo, desde la colaboración en escuelas, hospitales y obras de interés público. 

## Su legado: Criadero Klein hoy
Tras su fallecimiento, su legado y sus valores (como su apertura, su colaboratividad, su formación permanente, su cultura del trabajo y su visión a largo plazo) fueron continuados por miembros de la familia descendientes de la segunda, tercera y cuarta generación, convirtiéndolo en una de las pocas empresas privadas familiares de la Argentina en lograr un traspaso del legado exitoso. 
El 1 de mayo de 2019, se cumplieron 100 años de la inauguración del Criadero. El 8 de abril de 2019 se presentó la variedad Klein Cien Años, con motivo de los festejos del centenario de la empresa.
En la actualidad, la empresa sigue siendo uno de los criaderos de semillas de trigo más importantes de la Argentina, cuya genética y variedades son reconocidas por su calidad industrial y comercial. El Criadero Klein es además un centro de difusión de técnicas de rotación, fertilización y cultivo. Recibe todos los años grupos de visitantes de estudiantes universitarios, mejoradores, asesores técnicos y de escuelas agrarias del país y del exterior. 
Entre sus objetivos principales, se destacan la conservación del suelo y el uso de técnicas que permitan lograr una producción sustentable en el tiempo, siendo una de las pioneras en la implementación de siembra directa, también en agricultura de precisión y manejo por ambientes.